# 隐序南星
隐序南星（学名：Arisaema wardii）是天南星科天南星属的植物。分布于中国大陆的陕西、西藏、青海等地，生长于海拔2,400米至4,200米的地区，一般生长在林下及草地，目前尚未由人工引种栽培。

## 别名
天南星（林芝、米林）